# Det allierede kontrolråd
Det allierede kontrolråd (engelsk: Allied Control Council, tysk Alliierter Kontrollrat) var et politisk organ, som ledede den allierede besættelse af Tyskland efter 2. Verdenskrig. Rådets medlemmer var Sovjetunionen, USA og Storbritannien. Frankrig blev senere tilføjet som medlem med stemmeret, men uden pligter. Organet havde til huse i Berlin-Schöneberg.

## Etablering
De allierede forberedelser af besættelsen af Tyskland efter krigen begyndte i 2. halvdel af 1944 efter at Allierede styrker begyndte at trænge ind i Tyskland i september 1944. Hovedparten af planlægningen blev foretaget af European Advisory Commission (EAC), som var blev nedsat i oktober 1943 under Moskva konferencen. Allerede den 3. januar 1944 havde arbejdskomiteen i EAC konkluderet, at
 Det anerkendes, at i betragtning af de kaotiske forhold, som må forventes i Tyskland, uanset om en kapitulation sker inden en invasion eller efter en invasion og efterfølgende etablering af en militærregering, vil en indledende periode med militært styre i Tyskland være uundgåelig og må forberedes.

EAC anbefalede også nedsættelsen af et treparts amerikansk, sovjetisk og britisk organ til at lede Tyskland efter Det Tredje Riges kapitulation. Den britiske repræsentant i EAC, Sir William Strang, var uafklaret om hvorvidt en delvis besættelse af Tyskland med allierede tropper var det mest ønskelige. På det første EAC møde den 14. januar 1944, foreslog Strang alternativer, som gik ud på en fuldstændig besættelse af Tyskland, ligesom efter 1. Verdenskrig, hvor allieret styre blev etableret i Rhinlandet. Strang mente, at en fuld besættelse ville betyde at man i mindre grad var afhængig af tidligere nazister til at opretholde orden i Tyskland. Han mente også, at det ville gøre nederlaget mere tydeligt for den tyske befolkning, og gøre det muligt for de allierede regeringer at gennemføre straffeforanstaltninger i Tyskland, såsom overførsel af områder til Polen. Hovedargumentet mod en total besættelse var, at det ville skabe umådelige byrder for de allierede økonomier og forlænge det tyske folks lidelser og muligvis frembringe ny revanchistiske ideologier. Hans endelige konklusion var imidlertid, at en total besættelse ville være mest hensigtsmæssig, i det mindste i den indledende fase.
I august 1944 nedsatte den amerikanske regering the United States Group to the Control Council for Germany, som fungerede som forbindelsesgruppe til EAC vedrørende planlægning af den fremtidige besættelse af Tyskland. Formanden for denne gruppe var brigadegeneral Cornelius Wendell Wickersham.
Efterhånden som det tyske kollaps nærmede sig, blev Strang overbevist om at Tyskland var på vej til et totalt sammenbrud, hvilket ville betyde, at en total besættelse og styring ville være uundgåelig. Han fremlagde endda at en deklaration skulle udstedes af de allierede regeringer i tilfælde af at der ikke var nogen politisk myndighed tilbage i Tyskland på grund af kaotiske forhold. I en kort periode blev denne mulighed frygtet af nogle allierede repræsentanter.
Efter Adolf Hitlers selvmord den 30. april 1945 overtog Karl Dönitz posten som Reichspräsident i overensstemmelse med Hitlers politiske testamente. Som sådan autoriserede han underskrivelsen af de tyske væbnede styrkers betingelsesløse kapitulation, som trådte i kraft den 8. maj 1945, og han forsøgte at etablere en regering under ledelse af Ludwig Graf Schwerin von Krosigk i Flensborg. Denne regering blev ikke anerkendt af de allierede, og Dönitz og de andre medlemmer blev arresteret af britiske styrker den 23. maj.
Den tyske kapitulation, som blev underskrevet i Berlin, var blevet udformet i Supreme Headquarters Allied Expeditionary Force, og var lavet ud fra den, som blev brugt nogle få dage tidligere, da de tyske styrker i Italien kapitulerede. De brugte ikke den tekst, som var blevet udformet af "European Advisory Commission" (EAC). Dette skabte et juridisk problem for de allierede, fordi selv om de tyske væbnede styrker havde overgivet sig betingelsesløst, var der ikke blevet inkluderet en civil tysk regering i kapitulationen. Dette blev anset for at være en meget alvorlig sag, idet Hitler havde brugt den civile regerings overgivelse i 1918 - udenom militæret - som grundlag for at skabe dolkestødslegenden. De allierede ønskede naturligvis ikke at give et fremtidigt fjendtligt tysk regime noget juridisk argument for at genoplive en gammel strid. De ville ikke på nogen måde anerkende Flensborg regeringen, men til sidst enedes de fire stormagter om i stedet at underskrive en deklaration om betingelserne for den tyske kapitulation. Den 5. juni 1945 underskrev de fire besættelsesmagters øverstkommanderende en fælles deklaration om Tysklands nederlag, som bekræftede den totale opløsning af det Tredje Rige ved Adolf Hitlers død og den heraf følgende afslutning på et tysk styre af nationen.
 Regeringerne af Amerikas forenede Stater, Unionen af Socialistiske Sovjet Republikker, Det forenede Kongerige af Storbritannien og Nordirland og den provisoriske regering for den franske republik overtager herved den øverste autoritet i henseende til Tyskland, herunder alle bemyndigelser fra den tyske regering, overkommandoen og enhver stats-, by- eller lokalregering eller myndighed. Overtagelse, med de overnnævnte formål, af de omtalte bemyndigelser indebærer ikke en annektering af Tyskland. [US Department of State, Treaties and Other International Acts Series, No. 1520.]

Denne erklæring var i overensstemmelse med artikel fire i kapitulationsdokumentet, som var blevet medtaget så EAC dokumentet, eller noget lignende, kunne pålægges tyskerne efter den militære overgivelse. Artikel 4 fastslog at "denne militære kapitulation er uden forbehold og vil blive erstattet af ethvert kapitulationsdokument, som udstedes af, eller på vegne af de Forenede Nationer og gælder for Tyskland og de tyske væbnede styrker som helhed." I virkeligheden var alle tyske civile myndigheder naturligvis ophørt med at fungere ved Hitlers død, eller senest ved Berlins fald. Disse dele af Berlin deklarationen var derfor blot en formalisering af de facto tilstanden, og placerede det allierede militærstyre i Tyskland på et solidt juridisk grundlag.
En yderligere aftale, som nærmere gennemgik kontrolrådets beføjelser, blev underskrevet den 20. september 1945.
Den faktiske magtudøvelse blev gennemført i overensstemmelse med den model, som først var beskrevet i "Agreement on Control Machinery in Germany", som var blevet underskrevet af USA, Storbritannien og Sovjetunionen den 14. november 1944 i London baseret på arbejdet i EAC. Tyskland blev delt i tre besættelseszoner - en amerikansk, en britisk og en sovjetisk - som skulle regeres af den øverstkommanderende for de respektive besættelsesstyrker. (Senere blev der tilføjet en fransk zone). "Forhold, som vedrører Tyskland som helhed", skulle imidlertid afgøres i fællesskab af de tre øverstkommanderende, som i denne sammenhæng skulle udgøre et samlet kontrolorgan. Denne myndighed blev kaldt kontrolrådet.
Formålet med det allierede kontrolråd i Tyskland, ligesom de andre kommissioner og råd, som de allierede havde nedsat for hver af de andre besejrede aksemagter, drejede sig om at håndtere centraladministrationen i landet (en ide, som aldrig rigtig blev til virkelighed for Tysklands vedkommende, da centraladministrationen brød totalt sammen ved krigens slutning) og sikre, at det militære styre blev udført med en vis ensartethed i hele Tyskland. Potsdam-traktaten af 2. august 1945 gav en nærmere beskrivelse af kontrolrådets opgaver.

## Arbejde
Den 30. august 1945 konstituerede kontrolrådet sig og udstedte sin første proklamation, som informerede det tyske folk om dets eksistens og understregede, at de befalinger og direktiver som var udstedt af de øverstkommanderende i deres respektive zoner ikke blev påvirket af etableringen af kontrolrådet.:44  De oprindelige medlemmer af kontrolrådet var marskal Georgij Zjukov for Sovjetunionen, general Dwight Eisenhower for USA, feltmarskal Bernard Law Montgomery for Storbritannien og general Jean de Lattre de Tassigny for Frankrig.
Efterfølgende udstedte kontrolrådet et betydeligt antal love, direktiver, ordrer og proklamationer. De omfattede afskaffelse af nazistiske love og organisationer, demilitarisering og afnazificering men også så forholdsvis dagligdags forhold som telefontakster og bekæmpelse af kønssygdomme. I mange tilfælde var rådet ude af stand til at gennemføre sine beslutninger, da den reelle magt lå i hænderne på de forskellige allierede regeringer og deres militærguvernører, og kontrolrådet udsendte anbefalinger, som ikke var juridisk bindende. Den 20. september 1945 udstedte rådet Directive no. 10, som opdelte de rådets forskellige handlinger i fem kategorier::Vol 1, 95–96 
- Proklamationer - "til at meddele forhold eller handlinger af særlig vigtighed for besættelsesmagten eller for det tyske folk eller for begge".
- Love - "om generel regulering af forhold, med mindre det udtrykkeligt er angivet undtagelser".
- Ordrer - "når kontrolrådet har behov for at pålægge Tyskland noget og når love ikke benyttes".
- Direktiver - "til at meddele politik eller administrative beslutninger fra kontrolrådet".
- Instruktioner - "når kontrolrådet ønsker at pålægge en bestemt myndighed noget direkte".

Directive no. 11 af samme dato regulerede rådets arbejde ved at fastlægge at rådets officielle sprog var engelsk, fransk, russisk og tysk og ved at grundlægge en officiel publikation som skulle udgive rådets officielle dokumenter.:Vol 1, 97–98 
Kontrolrådets lov nr. 1 (også vedtaget den 20. september 1945) afskaffede nogle af de strenge nazistiske love, som var blevet indført i det Tredje Rige. Denne lov etablerede det juridiske grundlag for rådets arbejde.
Direktiv nr. 51 (29. april 1947), som ophævede direktiv nr. 10, forenklede rådets juridiske arbejde ved at reducere antallet af juridiske handlinger til proklamationer, love og ordrer.:Vol 1, 27–29 

### Krigsforbrydere
Direktiv nr. 9 (30. august 1945) pålagde rådets juridiske division ansvaret for at gennemføre bestemmelserne i Londonaftalen om retsforfølgelse af tyske krigsforbrydere, som var blevet underskrevet i London den 8. august.:Vol 1, 45 
Kort efter indledningen af Nürnbergprocessen, udstedte rådet lov nr. 10 (20. december 1945), som autoriserede hver af besættelsesmagterne til at have eget juridisk system til retsforfølgelse af krigsforbrydere og gennemføre sådanne rettergange uafhængigt af det internationale militærtribunal i Nürnberg.:Vol 1, 306–311  Lov nr. 10 opstod som følge af uenighed mellem de allierede regering om en fælles politik vedrørende krigsforbrydere, og markerede begyndelsen på afslutningen af samarbejdet mellem de allierede på dette område. Efter afslutningen af Nürnbergprocessen mod de største krigsforbrydere i oktober 1946 brød de allieredes samarbejde om krigsforbrydere totalt sammen. Den 12. oktober 1946 udstedte rådet direktiv nr. 38, som mens det forsøgte at fastlægge nogle fælles regler tillod de fire besættelsesmagter spillerum vedrørende behandlingen af personer arresteret af dem på mistanke om krigsforbrydelser, inklusiv retten til at tildele amnesti.:Vol. V, pp. 12–48 

### Opløsning af den tyske hær og officielle instanser
Ordre nr. 1 af 30. august 1945 opløste den tyske hær og forbød brugen af den tyske hærs uniform.:Vol. V, 47 
En ordre fra 10. september beordrede tilbagekaldelsen af alle tyske regeringsagenter og/eller diplomatiske repræsentanter fra de lande de var udsendt til.:Vol. V, 49  En anden ordre fra samme dag fastlagde procedurer for udsendelse af informationer til pressen om rådets arbejde og fastlagde at der skulle udsendes en pressemeddelelse efter hvert af rådets møder.:Vol. V, 54–55 
Direktiv nr. 18 (12. november 1945) omhandlede opløsning af alle tyske hærenheder indenfor en tidsgrænse, som skulle besluttes.:Vol. V, 188–190  Dette direktiv afspejler den politik, som de vestallierede anvendte om at bruge tyske militærenheder til deres egne logistiske formål, et skridt som den sovjetiske regering var modstander af. Den fuldstændige opløsning af alle tyske militære enheder og militær træning blev muliggjort med lov nr. 8 (30. november 1945), som trådte i kraft den 1. december 1945.:Vol. V, 223–224 

### Genskabelse af det tyske retssystem
Lov nr. 4 (30. oktober 1945) genetablerede det tyske retssystem i overensstemmelse med den tyske lovgivning, som eksisterede inden Hitlers magtovertagelse.:Vol. V, 173–175 
Direktiv nr. 16 (6. november 1945) gav mulighed for at udstyre de tyske politistyrker med lette våben til bekæmpelse af kriminalitet, mens det blev forbudt at bære automatrifler uden særlig allieret tilladelse.:Vol. V, 182–183 
Lov nr. 21 (30. marts 1946) gav regler for etablering af arbejdsretter til afgørelse af arbejdskonflikter mellem tyskere. Disse retsinstanser skulle ledes af tyske dommere.:Vol. III, 51–55 
De allierede regeringer lempede gradvis deres kontrol over det politiske liv i Tyskland, og den 3. juni 1946 anbefalede kontrolrådets politiske direktorat, at der blev afholdt byrådsvalg i byen Berlin i oktober samme år.:Vol. III, 170  Den 3. august 1946 godkendte kontrolrådet en ny provisorisk grundlov for det storberlinske område.:Vol. IV, 32–47  En anden reform vedrørende Berlin blev indført den 22. august 1946, da kontrolrådet godkendte en reformplan for politiet i Storberlin, som tildelte politichefen fire assistenter, som skulle overse politiarbejdet i hver af de fire besættelseszoner i byen.:Vol. IV, 70–72 

### Afnazificering og udryddelse af militarisme
Lov nr. 2 (10. oktober 1945) fastsatte regler for den fuldstændige opløsning af det nationalsocialistiske parti (NSDAP) og nedlagde forbud mod at det kunne genetableres.:Vol. I, 131–132  Som led i afnazificeringen forbød direktiv nr. 23 (17. december 1945) alle idrætsaktiviteter, som blev udført som militær eller paramilitær træning, med virkning fra 1. januar 1946.:Vol. IV, 304–305 
Direktiv nr. 24 (12. januar 1946) opstillede kriterier for fjernelse fra offentligt embede af enhver "som har været mere end nominelle deltagere i dets (det nationalsocialistiske partis) aktiviteter" og gav mulighed for deres fjernelse fra ethvert embede eller arbejde i enhver organisation, fagforening, industri, undervisning eller pressen og alt arbejde bortset fra ufaglært. Kategorien af personer, som dette direktiv vedrørte var de som havde betydningsfulde stillinger i nazistpartiet eller som sluttede sig til det inden 1937 - det år hvor medlemskab blev obligatorisk for tyske statsborgere.:Vol. II, 16–44 
Med henblik på at fjerne nazistisk litteraturs indflydelse på den tyske befolkning forbød ordre nr. 4 (13. maj 1946) udgivelse og spredning af nazistisk eller militaristisk litteratur og krævede al sådan litteratur overgivet til de allierede myndigheder.:Vol. III, 131–132 
Lov nr. 31 (1. juli 1946) forbød det tyske politi at gennemføre overvågning af tyske borgeres politiske aktiviteter i de forskellige besættelseszoner.:Vol. IV, 1–2 
Nogle reformer var symbolske af natur. Lov nr. 46 (25. februar 1947) proklamerede afskaffelsen af Preussen som en administrativ enhed i Tyskland, begrundet i tidligere militarisme i tilknytning til dette navn. Den preussiske regering var allerede blevet afskaffet af Hitler i 1934. En del af det tidligere preussiske område var endda ikke længere befolket af tyskere, da det var blevet en del af Polen og de fleste tyskere var blevet fordrevet med tvang vestpå, mens resten af det preussiske område var delt mellem andre tyske lande.:Vol. VI, 28–29 
Lov nr. 57 (30. august 1947) opløste alle tyske forsikringsselskaber, som havde forbindelse til den tyske arbejdsfront, som var blevet dannet den 1. maj 1933.:Vol. VIII, 1–5 

### Fordrivelse af tysktalende minoriteter udenfor Tyskland
En vigtig sag, som kontrolrådet arbejdede med, var beslutningen fra Potsdamkonferencen om tvangsflytning af tyske minoriteter fra Tjekkoslovakiet, Ungarn og Polen til de fire besættelseszoner i Tyskland. Den 20. november 1945 godkendte rådet en plan med det formål, som skulle være gennemført i juli 1946.:Vol. I, 199–201 

### Andre emner
Den 10. september 1945 udsendte rådet en appel til de allierede militærguvernører om at lette handelen mellem de fire besættelseszoner, men dette var kun en anbefaling, da hver af de allierede regeringer beholdt den reelle magt over sådanne forhold.:Vol. V, 56 
Den 17. september udsendte rådet anbefalinger til de fire besættelsesmagter om at etablere opsporingskontorer til hjælp for fordrevne personer.:Vol. V, 57–61 
Den 20. september udsendte rådet en ordre, som forbød fraternisering mellem allieret militær og den tyske befolkning med virkning fra 1. oktober, bortset fra i tilfælde af ægteskab eller når en militærguvernør besluttede at indkvartere sine soldater hos en tysk familie.:Vol. V, 65 
Lov nr. 5 (30. oktober 1945) oprettede den tyske eksterne ejendomskommission, som fik autorisation til at konfiskere alle tyske aktiver udenfor Tyskland indtil kontrolrådet besluttede hvorledes de skulle afhændes i fredens interesse.:Vol. V, 176–180  Sammensætningen af denne kommission blev fastlagt i direktiv nr. 21 (20. november 1945).:Vol. V, 198 
Lov nr. 7 (30. november 1945) regulerede distributionen af elektricitet og gas i de forskellige besættelseszoner.:Vol. V, 221–222 
Lov nr. 9 (samme dag) betød konfiskering af alle aktiver ejet af IG Farben konglomeratet.:Vol. V, 225–226 
Lov nr. 32 (10. juli 1946) tillod lokale tyske myndigheder at beskæftige kvinder ved manuelt arbejde på grund af manglen på arbejdskraft.:Vol. V, vol IV, p. 9  Et supplement til direktiv nr. 14 (13. september 1946) ligestillede lønningerne for kvinder og mindreårige med lønnen til mandlige arbejdere.:Vol. V, 98 
Lov nr. 49 (20. marts 1947) ophævede den tyske lov fra 1933 som styrede forholdet mellem den tyske stat og den protestantiske kirke i Tyskland, mens den opretholdt kirkens uafhængighed i egne forhold.:Vol. VI, 58  Lov nr. 62 (20. februar 1948) ophævede alle nazistiske love, som regulerede kirkernes aktiviteter i Tyskland.:Vol. IX, 1–2 

## Forringelse af samarbejdet mellem de allierede i rådet
Forholdet mellem de vestlige allierede (især USA og Storbritannien) og Sovjetunionen blev hurtigt forværret, og det samme gjorde deres samarbejde om administrationen af det besatte Tyskland. Indenfor hver zone havde besættelsesmagten sin egen administation, den franske Gouvernement Militaire de la Zone Française d'Occupation en Allemagne (GMZFO) i Karlsruhe, den sovjetiske Советская военная администрация в Германии (СВАГ); tr. Sovetskaja vojennaja administratsija v Germanii (SVAG) i Østberlin, den britiske Control Commission for Germany - British Element (CCG/BE) i Bad Oeynhausen, og det amerikanske Office of Military Government, United States (OMGUS) i Vestberlin og Frankfurt am Main. Allerede i september 1946 opstod der uoverensstemmelse over fordelingen af kul til industrien i de fire besættelseszoner, og den sovjetiske repræsentant i rådet trak sin støtte til planen, som var udarbejdet af regeringerne i USA, Storbritannien og Frankrig, tilbage. Trods sovjetiske protester pressede de to engelsktalende magter for et styrket økonomisk samarbejde mellem de forskellige zoner og den 1. januar 1947 blev den britiske og den amerikanske zone sluttet sammen til Bizonen. I løbet af 1947 og begyndelsen af 1948 begyndte de at forberede en valutareform, som ville indføre Deutsche Mark, og i den sidste ende skabelsen af en uafhængig vesttysk stat. Da de sovjetiske repræsentanter fandt ud af dette, hævdede de, at sådanne planer var i strid med Potsdamtraktaten, at de vestlige magter tydeligvis ikke var interesseret i fortsat regulær firemagts kontrol over Tyskland, og at under sådanne omstændigheder havde kontrolrådet ikke længere noget formål. Den 20. marts 1948 udvandrede den sovjetiske repræsentant, marskal Vasilij Sokolovskij, fra rådets møde og vendte aldrig tilbage.

## Efter sammenbruddet
Da kontrolrådet kun kunne handle efter accept fra alle fire medlemmer, betød dette skridt at rådets arbejde ophørte, mens den kolde krig nåede et tidligt klimaks under blokaden af Berlin (1948-49). Det allierede kontrolråd blev ikke formelt opløst, men alle aktiviteter ophørte, fortset fra de fælles aktiviteter, nemlig styringen af Spandau-fængslet hvor de dømte fra Nürnbergprocessen blev holdt fængslet frem til 1987, og Berlin Air Safety Center.
Vestmagterne grundlagde det allierede højkommissariat i september 1949, som forblev i kraft indtil 1955. I Østtyskland var den sovjetiske øverstkommanderende den højeste myndighed indtil denne stilling også blev omdannet til en højkommissær indtil Den Tyske Demokratiske Republik (DDR) opnåede sin uafhængighed.
Tyskland forblev formelt under militær besættelse indtil den 15. marts 1991 da den endelige ratifikation af To plus fire-aftalen (underskrevet 12. september 1990) blev afleveret til den tyske regering. Denne endelige fredsaftale, underskrevet af de fire stormagter og de to tyske regeringer, gav formelt fuld suverænitet til et genforenet Tyskland. Det betød den officielle afslutning på det allierede kontrolråd, i det omfang det overhovedet fortsat eksisterede.

## Kammergericht bygningen
I sit korte aktive liv havde det allierede kontrolråd til huse i den tidligere preussiske højesteret - Kammergerichts bygning, der ligger i bydelen Schöneberg i den amerikanske sektor af Berlin.
Bygningen selv havde lidt nogen skade i krigen, hvor den mistede sit centrale tårn, men var forblevet storset brugbar. Efter at de fleste af rådets aktiviteter ophørte i 1948 forlod alle besættelsesmagterne hurtigt bygningen og trak sig tilbage til deres respektive sektorer af byen, hvilket efterlod den kold, tom og mørk.
Kun en fælles aktivitet, styringen af luftrummet over Berlin i Berlin Air Safety Center (BASC) blev tilbage i bygningen frem til 31. december 1990. Som symbol på BASC's fortsatte tilstedeværelse hang de fire besættelsesmagters flag over de store indgangsdøre hver dag. Det eneste andet tegn på aktivitet var de få sparsomme lamper, som om aftenen skinnede fra et lille hjørnelokale i bygningen - flykontrollens operationsrum. Af de 550 rum i bygningen benyttede BASC og vagtpersonalet under fyrre.
På grund af BASC's tilstedeværelse blev bygningen bevogtet af amerikanske militærvagter, som kun gav adgang til udvalgte medlemmer fra de fire stormagter. Dette førte til mystiske legender og spøgelseshistorier om det uhyggelige, mørke hus med dets store granitstatuer, som overvågede den smukke park.
Efter Berlinmurens fald og de russiske troppers afrejse i august 1994 (en tilbagetrækning, som fandt sted i overensstemmelse med artikel fire i To plus fire-aftalen), blev bygningen leveret tilbage til den tyske regering. I 1997 vendte dens oprindelige beboer Kammergericht tilbage. Den fungerer nu som højesteret for landet Berlin.